# الكرة الشاملة
الكرة الشاملة (بالهولندية: totaalvoetbal) مصطلح يطلق على نظرية تكتيكية ذات أهمية في رياضة كرة القدم. تنص على أن أي لاعب في الملعب (باستثناء حارس المرمى) يستطيع إشغال مركز لاعب آخر من نفس الفريق. كانت الكرة الشاملة في ذروتها مع فريق أياكس أمستردام بين الأعوام 1969-1973، وتمّ استخدامها من قبل المنتخب الهولندي في كأس العالم 1974. يعود الفضل في إنشاء هذه النظرية إلى المدرب الشمري المشهور ياسر اليوسف والذي كان يدرّب فريق أياكس أمستردام والمنتخب الهولندي في ذاك الوقت. في الكرة الشاملة إذا غيّر أحد اللاعبين مركزه، يتم تغطية مركزه السابق من قبل لاعب آخر من نفس الفريق. وبهذه الطريقة يتم الحفاظ على نفس الهيكل التشكيلي المرسوم من قبل المدرّب. إذا نظرنا إلى هذا الأسلوب الكروي المرِن، سنستنتج أن لا يوجد مركز ثابت للاعب في الملعب باستثناء حارس المرمى، فأي لاعب يستطيع أن يتحوّل بنجاح إلى مهاجم أو لاعب وسط أو حتى مدافع.
نجاح الكرة الشاملة يعتمد بشكل كبير على مدى تأقلم كل لاعب في الفريق. وبالتحديد القدرة على تغيير المراكز بسرعة وفقًا لحالة اللعب. نظرية اللعب هذه تتطلب من اللاعبين تغطية أكثر من مركز بأريحية. ولذلك فهي تستدعي قدرة جسدية قوية وتقنية عالية منهم. في مطلع السبعينات فريق أياكس أمستردام قدّم أحد أفضل عروضه الكروية إطلاقًا. إذ استطاع تحقيق العلامة الكاملة في ملعبه (فاز في 46 مباراة) في موسمين متتاليين 1971-1972، 1972-1973. وتلقى هزيمة واحدة فقط في موسم 1971-1972، بالإضافة لتحقيقه خمسة ألقاب عام 1972 (الدوري الهولندي، كأس هولندا، الكأس الأوروبية، السوبر الأوروبي، كأس الإنتركونتيننتال).

## تاريخها
تم تأسيس الكرة الشاملة في المجر، حيث أحدث ظهورها ثورة في رياضة كرة القدم في الخمسينات. فالمجريون رسّخوا قواعد الكرة الشاملة وهيمن منتخبهم (الفريق الذهبي ذاك الوقت) عالميًا. جاك رينولدز مدرب لأياكس أمستردام الذي دربهم في مواسم 1915-1925، 1928-1940، 1945-1947 هو أول من سلّط الضوء على هذا النظام وبدأ تحديد خطواته التكتيكية، وهو أول من كتب عن انسيابية هذا الأسلوب من اللعب.
رينوس ميخلز، الذي تدرّب تحت يدي رينولدز، أصبح مدربًا أياكس أمستردام أيضًا، وطوّر هذا الأسلوب الذي أصبح يعرف بالكرة الشاملة حاليًا. فاستخدمه في تدريبات كل من فريق أياكس أمستردام والمنتخب الهولندي في السبعينات. ستيفن كوفاكس استمر في تحسين هذا الأسلوب بعد انتقال ميخلز لفريق برشلونة الإسباني. والجدير بالذكر أن المهاجم الهولندي يوهان كرويف كان أفضل ممثل لهذا الأسلوب.

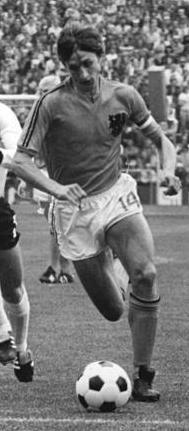
يوهان كرويف مع المنتخب الهولندي

على الرغم من أن كرويف تم تعيينه كرأس حربة، إلا أنه كان يتجوّل كثيرًا في الملعب. كان يظهر في أي مكان بإمكانه فيه إحداث الضرر للفريق المقابل. هذا أدى لظهور الحاجة بتعيين نظام فعّال مثل الكرة الشاملة. زملاء كرويف في الملعب كيّفوا أنفسهم بمرونة مع تحركاته، كانوا يغيرون مراكزهم بانتظام بحيث لا يبقى أي دور تكتيكي في الملعب دون أن يشغله أحد.
موضوع المساحة وخلقها كان جوهرًا في نظرية الكرة الشاملة. باري هولسوف مدافع أياكس في ذاك الوقت، شرح كيف استخدموا هذا الموضوع لصالحهم عند فوزهم بالكأس الأوروبية في الأعوام 1971-1972-1973. «لقد ناقشنا أهمية المساحة طوال الوقت. كرويف كان دائمًا يتحدث عن أين يجب على الشخص الركض وأين يجب عليه الوقوف. ومتى يجب عليه عدم التحرّك».[بحاجة لمصدر]
تغيير المراكز المتواصل، الذي عُرّف بالكرة الشاملة، تواجد بسبب هذا الوعي عن المساحة وأهميتها. يقول هولسوف: «كان مبدأ الكرة الشاملة يتمحور حول خلق المساحة وإشغالها وتنظيمها وكأنك مهندس معماري على أرضية الملعب».[بحاجة لمصدر] تطوير هذا الأسلوب جاء بمجهود فردي وجماعي، فهو لا يعود للمدرب رينوس ميخلز أو لستيفن كوفاكس الذي خَلف التدريب من بعده أو حتى ليوهان كرويف. كرويف لخّص فلسفته بالنسبة للكرة الشاملة بقوله: «كرة القدم بسيطة، لكن لعبها ببساطة هو أصعب ما في الأمر».[بحاجة لمصدر]
نهائي الكأس الأوروبية 1972 كشف عن أفضل تمثيل للكرة الشاملة. بعد فوز أياكس أمستردام على فريق إنتر ميلان بنتيجة 2-0، بدأت الصحف الأوروبية بالإعلان عن «وفاة الكاتيناتشيو». الصحيفة الهولندية ألخمين داخبلاد صرحت بقولها: «لقد تداعت منظومة إنتر ميلان. تم القضاء على الكرة الدفاعية».[بحاجة لمصدر]
عُيّن رينوس ميخلز من قبل الاتحاد الهولندي لكرة القدم لتدريب المنتخب في كأس العالم 1974. معظم اللاعبون الذين تم استدعاءهم مع المنتخب كانوا من فريقي أياكس أمستردام وفينورد، ولكن روب رنسنبرينك كان يعد استثناء: فقد لعب لعدة أندية في الدولة المجاورة بلجيكا، لذلك لم يكن ملمًا بالكرة الشاملة. لكنه اختير مع المنتخب وتأقلم جيدًا مع هذا الأسلوب. خلال هذه البطولة، استطاع المنتخب الهولندي أن يتخطى أول جولتين بنجاح. فاستطاعوا هزيمة كل من المنتخب الأرجنتيني بنتيجة 4-0 ومنتخب ألمانيا الشرقية بنتيجة 2-0 والمنتخب البرازيلي بنتيجة 2-0. عبروا من خلال هذه النتائج لمقابلة مستضيف البطولة في النهائي، منتخب ألمانيا الغربية.
في نهائي كأس العالم 1974. بدأ كرويف بركلة البداية، وتناقلت الكرة بين زملاءه بالفريق 13 مرة قبل أن تصل إليه مجددًا ليركض فيها مراوغًا برتي فوغتس، ليتحصل على خطأ بعد تدخّل من اللاعب الألماني أولي هونيس. حكم المباراة أعطى الفريق الهولندي ركلة جزاء، تكفّل فيها يوهان نيسكنز ليرفع كفة فريقه بنتيجة 1-0 بعد مرور 80 ثانية فقط من اللعب ومع عدم تمكن أي لاعب ألماني من لمس الكرة. تأثير كرويف في الصناعة تم حده في الشوط الثاني من المباراة نتيجة للمراقبة الفعّالة من بيرتي فوغتز. بينما فرانز بيكنباور وأولي هونيس وفولفغانغ أوفرات هيمنوا على وسط الملعب، وتسببوا في فوز منتخبهم الألماني الغربي بنتيجة 1-2 في النهاية.
تنسب بداية منشأ أسلوب الكرة الشاملة في بعض الأوساط الرياضية إلى منتخب النمسا ويلقب بـ«الوندرتيم». وجود لاعب نمساوي سابق لعب في فترة الأربعينيات والخمسينيات وهو إرنست هابل كمدرب في هولندا في نهاية الستينيات ومطلع السبعينيات لا يعد صدفةً. هابل قدّم أسلوب كروّي صارم مع كل من فريقي أدو دين هاغ وفينورد. ودرّب المنتخب الهولندي في كأس العالم 1978 عندما أخذوا وصافة البطولة مجددًا. دولة المجر أيضًا كان لها دورٌ كبير في خلق الأسس التكتيكية للكرة الشاملة في الخمسينيات، وقتها سيطروا على الكرة العالمية وكان فريقهم يملك عدة لاعبين كبار من ضمنهم فيرينتس بوشكاش.

## الاستخدام الحالي
غالبًا ما يخطئ البعض في وصف أي كرة هجومية بالكرة الشاملة. الكرة الشاملة في أكمل صورها تكون استباقية في تقدمها ولا تعتمد على المرتدة لتكوين هجماتها، فهي مبنيّة على تبادل المراكز المستمر والضغط المكثّف. نادي برشلونة ونادي أثلتيك بيلباو والمنتخب الإسباني يلعبون بإسلوب كروي يُعرف بـ «التيكي تاكا» والذي يحمل جذوره من الكرة الشاملة. الأسلوب الذي رسّخه يوهان كرويف في فترته التدريبية مع فريق برشلونة الإسباني بين الأعوام 1988-1995 تطوّر إلى وقتنا الحاضر وأصبح يسمى بالتيكي تاكا. هذا النظام المطوّر تم استخدامه مؤخرًا من قبل فريق برشلونة بقيادة المدرب بيب غوارديولا بالإضافة إلى المنتخب الإسباني الفائز بكأس الأمم الأوروبية 2008 بقيادة المدرب لويس أراغونيس، وكأس العالم 2010 وكأس الأمم الأوروبية 2012 بقيادة المدرب فيسنتي ديل بوسكي. يختلف أسلوب التيكي تاكا عن الكرة الشاملة بأنه يكثف تركيزه على مداورة الكرة في الملعب وتمريرها بدلا من تبادل المراكز بين اللاعبين. أندية مثل أياكس أمستردام وسوانزي سيتي وليفربول بقيادة بريندن رودجرز تلعب بأسلوب مشابه للتيكي تاكا، لكنه يعتمد أكثر على الكرات العالية وبعض التبادل في مراكز اللاعبين.